# Comité Olímpico Neerlandés y Confederación Deportiva Neerlandesa
El Comité Olímpico Neerlandés y Confederación Deportiva Neerlandesa (en neerlandés: Nederlands Olympisch Comité*Nederlandse Sport Federatie) es el comité olímpico y comité paralímpico nacional que representa a los Países Bajos. Esta organización es la responsable de las actividades deportivas olímpicas y paralímpicas en el país. Es miembro del Comité Olímpico Internacional, Comité Paralímpico Internacional, Comités Olímpicos Europeos y del Comité Paralímpico Europeo.